# Lijst van onderscheidingen van Umberto II van Italië
Koning Umberto II van Italië (1904 - 1983) bezat de volgende onderscheidingen.
|    | rang                                       | orde                                                          | land                        | datum            |
| -- | ------------------------------------------ | ------------------------------------------------------------- | --------------------------- | ---------------- |
| 1  | Ordeketen en later Grootmeester            | Orde van de Aankondiging                                      | Koninkrijk Italië           | 1922; 1946       |
| 2  | Grootmeester                               | Orde van Sint-Mauritius en Sint-Lazarus                       | Koninkrijk Italië           |                  |
| 3  | Grootmeester                               | Orde van de Italiaanse Kroon                                  | Koninkrijk Italië           |                  |
| 4  | Grootmeester                               | Militaire Orde van Savoye                                     | Koninkrijk Italië           |                  |
| 5  | Grootmeester                               | Civiele Orde van Verdienste van Savoye                        | Koninkrijk Italië           |                  |
| 6  | Grootmeester                               | Koloniale Orde van de Ster van Italië                         | Koninkrijk Italië           |                  |
| 7  | Grootlint                                  | Orde van Verdienste van de Arbeid                             | Koninkrijk Italië           |                  |
| 8  | Grootlint                                  | Orde van de Romeinse Adelaar                                  | Koninkrijk Italië           |                  |
| 9  | Ridder Ordeketen                           | Orde van het Heilig Graf van Jeruzalem                        | Vaticaanstad                |                  |
| 10 | Ridder                                     | Orde van Christus                                             | Heilige Stoel               | 1932             |
| 11 | Baljuw-Grootkruis van Eer en Devotie       | Orde van Malta                                                |                             |                  |
| 12 | Grootkruis van Verdienste met Ster en Lint | Orde van Verdienste "Pro Merito Melitense"                    |                             |                  |
| 13 | Ridder Grootkruis met Ordeketen            | Orde van Sint-Januarius                                       | Huis Bourbon-Beide Siciliën | 18 maart 1983    |
| 14 | Baljuw-Grootkruis                          | Heilige Militaire Constantijnse Orde van Sint-Joris           | Huis Bourbon-Beide Siciliën |                  |
| 15 | Ridder Grootkruis                          | Heilige en Militaire Orde van Sint-Stefanus Paus en Martelaar | Groothertogen van Toscane   |                  |
| 16 | Ridder Grootkruis                          | Orde van Sint-Jozef                                           | Groothertogen van Toscane   |                  |
| 17 | Ridder Grootkruis                          | Leopoldsorde                                                  | Koninkrijk België           |                  |
| 18 | Ridder Grootkruis                          | Orde van Sint-Cyrillus en Sint-Methodius                      | Huis Saksen-Coburg en Gotha |                  |
| 19 | Ridder Grootkruis                          | Sint-Alexanderorde                                            | Huis Saksen-Coburg en Gotha |                  |
| 20 | Ridder                                     | Orde van de Olifant                                           | Koninkrijk Denemarken       | 31 augustus 1922 |
| 21 | Ridder Grootkruis met Ordeketen            | Orde van de Zwarte Adelaar                                    | Huis Hohenzollern           |                  |
| 22 | Grootkruis met Ordeketen                   | Huisorde van de Gouden Leeuw                                  | Huis Hessen                 |                  |
| 23 | Ridder                                     | Orde van het Koninklijk Huis van Chakri                       | Koninkrijk Thailand         | 26 maart 1933    |
| 24 | Ridder Grootkruis                          | Orde van de Verlosser                                         | Koningen der Hellenen       |                  |
| 25 | Ridder Grootkruis                          | Orde van Sint-Joris en Sint-Constantijn                       | Koningen der Hellenen       |                  |
| 26 | Ridder Grootkruis, Bijzondere Klasse       | Orde van Danilo                                               | Huis Petrović               |                  |
| 27 | Ridder Grootkruis met Ordeketen            | Orde van de Toren en het Zwaard                               | Huis Braganza               |                  |
| 28 | 1e, 2e, 3e Klasse                          | Orde van Michaël de Dappere                                   | Koninkrijk Roemenië         | 26 juli 1943     |
| 29 | Ridder                                     | Orde van het Gulden Vlies                                     | Koninkrijk Spanje           | 19 november 1923 |
| 30 | Ridder Grootlint met Ordeketen             | Orde van Sint-Andreas de Eerstgeroepene                       | Huis Romanov                |                  |
| 31 | Ridder Grootkruis                          | Orde van de Adelaar van Georgië                               | Bagrationi                  |                  |
| 32 | Ridder Grootkruis met Keten                | Orde van Karel III                                            | Koninkrijk Spanje           |                  |
| 33 |                                            | Koninklijke Victoriaanse Keten                                | Verenigd Koninkrijk         | 1935             |
| 34 | Ridder Grootlint                           | Orde van de Ster van Karageorge                               | Koninkrijk Joegoslavië      |                  |
| 35 | Ridder                                     | Orde van de Serafijnen                                        | Koninkrijk Zweden           | 7 september 1922 |
| 36 | Ridder                                     | Orde van de Witte Adelaar                                     | Tweede Poolse Republiek     | 17 december 1929 |
| 37 |                                            | Orde van Sint-Stanislaus                                      | Huis Romanov                |                  |
| 38 |                                            | Alexander Nevski-orde                                         | Huis Romanov                |                  |
| 38 |                                            | Orde van de Witte Adelaar                                     | Huis Romanov                |                  |
| 39 |                                            | Orde van Skanderbeg                                           | Koninkrijk Albanië          |                  |
| 40 |                                            | Orde van de Trouw                                             | Koninkrijk Albanië          |                  |

Wilhelm II van Duitsland ·
Manfred von Richthofen ·
maarschalk Stalin ·
Hermann Göring ·
maarschalk Tito ·
koningin Juliana der Nederlanden ·
prins Bernhard der Nederlanden ·
Elizabeth II ·
koning Boudewijn der Belgen ·
prinses Beatrix der Nederlanden ·
prinses Margriet der Nederlanden ·
koning Willem-Alexander der Nederlanden ·
Prins Hendrik der Nederlanden

Zie ook: Ridderorde